# Pop-punk
A pop-punk (vagy punk-pop) a punk-rock és a pop-rock elemeit vegyítő zenei irányzat.
A pop által inspirált rock a 70-es évek óta jelen van olyan zenekarok által mint a The Ramones, Buzzcocks, The Jam és a The Undertones.
A 90-es évek közepén jelentek meg a faux-punk, mall-punk (bevásárlóközpont-punk), pseudo-punk (ál-punk) és a bubblegum-punk (rágógumi-punk). A mall-punk és a Hot Topic-punk kifejezések mutatják a punk és a boltok közti kapcsolatot, az irányzat egy részének elüzletiesedését. A 90-es évek közepén a California alapú pop-punk zenekarok világsikereket értek el. Két példa a két többszöri platinalemez, a Dookie (Green Day) és a Smash (Offspring).
Egyes pop-punk zenekarok elutasították a nagy kiadókat, inkább saját maguk adták ki lemezeiket vagy kis kiadókhoz szerződtek mint a Lookout! Records, Redscare Records, Melted Records vagy a Mutant Pop. A buzzpop kifejezés ezt a nem kereskedelmi részét jelenti a pop-punknak. Több zenekart mint a The Queerst és az The Lillingtonst a Ramones rövid rock and roll himnuszai inspirálták. Másokat mint a F.Y.P.-t és a Screeching Weaselt a Ramones lírai témai inspirálták mint az: unalom, elégedetlenség és az öregedés.

## Történet

### Eredete (1974-1980-as évek)
A pop-punk stílus már a punk kezdeténél is feltűnt olyan zenekarokkal mint a The Ramones de a kettőt csak később választották el. A Ramones gyors, hangos melódikus minimalizmusa megkülönböztette őket más New York-i zenekaroktól. Továbbá protopunk és power pop zenekarok mint a Cheap Trick, The Knack és a The Raspberries tették le a pop-punk alapjait. A pop-punk kifejezés 1977-ben tűnt fel egy The New York Times cikkben, Cabaret: Tom Petty's Pop Punk Rock Evokes Sounds of 60's. 1977-re a punk rock sokkal aktívabb volt az Egyesült Királyságban mint a New Yorkban. A The Undertones, a Buzzcocks, a The Jam, a The Rezillos és a The Shapes számainak dallamai fülbemászóak voltak, szövegei pedig könnyű témákkal foglalkoztak mint a kamasz szerelem. A keményebb oldalát a pop inspirált punknak olyan zenekarok képviselték mint a 999, a The Vibrators és a The Lurkers.
1981-re az eredeti punkot felváltotta a hardcore punk hangosabb, gyorsabb zenével és politikai töltetű szövegekkel. Az ének harmóniát, a zene melódiáját és a 4/4-es dobolást ordítás, nem összeillő zene és kísérleti ritmusok váltották fel. Voltak zenekarok mint a Descendents, a The Vandals és a Bad Religion akik kombinálták a hardcore a poppal, hogy új, gyorsabb pop-punk hangzást hozzanak létre. Szarkasztikus szemléletük miatt eltávolodtak az egyre komolyabb hardcore-tól. A pop-punk kifejezést használták a 80-as években olyan kiadványokban mint a Maximum RocknRoll olyan zenekarokra mint a Social Distortion és a TSOL.

### Népszerűségének évei (1994–1997)
1994 februárjában a Green Day kiadta Dookie című albumát, ami az első nagykiadós CD-je volt. Az első kislemez, a Longview azonnal sláger lett az MTV-n és a modern rock rádiókban egész Amerikában. Ezt követően megjelent a második kislemez a "Basket Case" ami még nagyobb sláger lett és ismertté tette a zenekar nevét az egész világon. Más számokat is kiadtak még az albumról mint a nagyon sikeres "When I Come Around", "Welcome To Paradise" és a "She". A Dookie-ból 10 millió példányt adtak el az USA-ban és 20 milliót világszerte. A Green day még abban az évben fellépett a Woodstock 94' fesztiválon, ahol a zenekar és a nézők sárdobálócsatába keveredtek. A zenekar feltűnt a Saturday Night Live-ban, a Spin és a Rolling Stone címlapján és megnyerte a Legjobb alternatív albumnak járó Grammy-t.
Nem sokkal a Dookie kiadása után a hardcore által inspirált pop-punk zenekar, a The Offspring kiadta Smash című albumát. Az első kislemez a Come Out and Play teljesen más volt mint a korábbi munkáik és hamar sláger lett először a rádiókban majd az MTV-n. A többi kislemez a Self Esteem és a Gotta Get Away is jól fogytak. Az albumból 14 milliót adtak el világszere amivel rekordot állított fel mivel ez volt a legtöbb eladott lemez egy független kiadónál. A Dookie és a Smash sikere ráterelte a figyelmet a hasonló zenekarokra mint a Rancid, Nofx, Bad Religion, MxPx, Pennywise, Jawbreaker, Smoking Popes, Lagwagon és az Anti-Flag. Ezek közül a Rancid-re figyeltek leginkább a két kislemez a "Ruby Soho" és "Time Bomb" miatt a …And Out Come The Wolves című albumukról ami platinalemez lett.
Ezalatt az érdeklődési hullám alatt több zenekar összekapcsolódott a pop-punkkal akkor is ha nem is tartották amgukat a részének. A Weezer, egy kaliforniai power pop zenekar nyers, melodikus dalokat játszottak, ami olyan volt, mint a pop-punk. A Blue Album (1994) albumuk és a Buddy Holly című szám sok későbbi pop-punk zenekart inspirált. Egy seattle-i trió a Presidents Of The United States of America két slágerük volt 1995-ben a Lump és a Peaches. A hangzásuk ötvözte a grunge-os gitárt, a popos dallamot és a vicces szöveget létrehozva így a pop-punkot. Az északír rockerek az Ash slágere a Kung Fu goromba, mókás, egyszerű hangzásában jobban jelen volt a punk mint a Britpop zenekaroknál mint az Oasis és a Blur. Az 1990-es évek közepén a ska-punk újraéledt, olyan zenekarok által mint a Sublime és a Rancid (aminek a voltak ex tagjai a ska punk együttesnek az Operation Ivy-nek). A ska punk-nak több közös vonása van a pop-punkkal mint a vidám hangzás és a távolság a grunge-tül és a hardcore-tól. Egyes ska punk zenekarok keveset kölcsönöztek a pop-punktól mások mint a Goldfinger és a Less Than Jake nevezhetőek pop-punk együtteseknek. 1997-re a pop-punk közönsége jelentősen kiszélesedett. Egy Green Day szám a Good Riddance (Time Of Your Life) a Nimrod. című albumukról a pop-punkot új elfogadási szintre emelte. Ebben a nem szokványos pop-punk dalban Billie Joe Armstrong a Green day énekese akusztikus gitáron játszott, őszinte dalszöveget énekelt és ezt hegedű kísérte. A dal elhangzott a Seinfeld utolsó epizódjában 1998-ban feltárva ezzel a Green day zenéjét még szélesebb közönségnek.

### Folytatódó emelkedés (1998–2003)
1998-ban az Offspring kiadta az Americana című albumot. Az Offspring-nek ez az az időszaka amikor "eladott"-nak nevezték őket. Talán éppen ezért a 2000-ben megjelent Conspiracy Of One című albumukat először a Napster-re tették fel, csak aztán adták ki a Columbia Records-nél, hogy a rajongóik ingyen élvezhessék a zenéjüket. Az Americana többszörös platinalemez lett és olyan slágerek találhatók rajta mint a "Pretty Fly (For A White Guy)", a "Why Don't You Get A Job" és a "The Kids Aren't Alright".
1999-ben a blink-182 trió kiadta Enema of the State című albumát amiből 11 millió fogyott el világszerte. Az albumon három sláger volt az "All The Small Things", a "What's My Age Again" és az "Adam's Song". 2001-ben a Take Of You Pants And Jacket című albumuk 1. helyen nyitott a Billboard rangsorban (a Green Day csak a 2004-es American Idiottal érte ezt el, az Offspring pedig nem érte el). Az albumon voltak modern rock és TRL slágerek mint a "The Rock Show", "First Date" és a "Stay Together For The Kids". 2002-ben a blink-182 és a Green Day együtt turnéztak a világ legnagyobb pop-punk turnéján, a Pop Disaster Touron ami nagyon sikeres volt.
2001-ben a kanadai pop-punkok a Sum 41 kiadták All Killer No Fillert. Az olyan számok mint a "Fat Lip" és az "In too Deep" hatalmas sikereket értek el a rádiókban és az MTV-n. Ebben az évben többen titulálták a Sum 41-et a blink-182 másolataként. 2002-ben a Sum 41 kiadta pop-punk, metál keverék albumukat a Does This Look Infected?-et olyan slágerekkel mint a "The Hell Song", a "Over My Head" és a "Still Waiting". A New Found Glory 2002-ben kiadta Sticks and Stones ami tartalmazott két MTV és modern rock slágert a "My Friends Over You"-t és a "Head On Collision"-t.
A Good Charlotte kiadta a The Young and the Hopeless című albumukat ami háromszoros platinalemez lett az USA-ban (ez lett a legnagyobb pop-punk lemez a blink Enema Of the State-je óta) köszönhetően olyan számoknak mint a "Lifestyles Of the Rich & Famous", "The Anthem", "Girls & Boys" és a "Hold On". A Simple Plan egy másik kanadai pop-punk zenekar 2002-es lemeze a No Pads, No Helmets… Just Balls nagy siker lett az MTV-n. Olyan számok voltak rajta mint a "I'd do Anything", az "Addicted" és a "Perfect".
A The All Amrican Rejects kiadta magukról elnevezett albumukat 2003-ban ami tartalmazta a "Swing, Swing" slágert. A Bowling For Soup nagy sikereket ért el a "Girl All The Bad Boys Want" című számmal , ami egy Grammy jelölést hozott zenekarnak a Legjobb előadás egy duótól vagy együttestől kategóriában. A zenekarnak később voltak sikerei a "1985"-tel és az "Almost"-tal. 2002-ben a kanadai rock énekes Avril Lavigne eredetileg göredeszkás punk lázadónak volt eladva annak ellenére, hogy pop-rock-ot, post-grunge-ot és rock számokat játszott. Lavigne később elhagyta a "punk" arculatot, de még mindig "Pop-Punk Hercegnő"-nek hívják.
Angliában más fajta pop-punk alakult ki ami vegyítette a pop-punkot a fiúbandák kinézetével és harmóniáival létrehozva így egy rádióbarátabb hangzást mint az amerikai pop-punk zenekarok. A Busted aki a blink-182-től és Michael Jackson-tól inspirálódtak, olyan számaik voltak mint a "What I Go To School For", "Year 3000", "You Said No", "Crashed The Wedding" és a "Thunderbirds Are Go". Sosem törtek be az amerikai iacra annak ellenére, hogy volt egy valóság show-juk az MTV2-n ami arra épült, hogy megpróbálnak "betörni". A McFly surf zenei elemeket játszott a zenéjében és nekik sem sikerült betörni Amerikába annak ellenére, hogy játszottak egy számot a Just My Luck-ban.

### Kortárs pop-punk (2003–)
2003-ban a blink-182 kiadott egy zenekarról elnevezett albumot amin több érzelmes dalszöveg volt és kísérletező zene. Az lemezen két nagy sláger volt a "Feeling This" és az "I Miss You" és két kisebb a "Down" és az "Always". A zenekar 2005-ben feloszlott, Mark Hoppus és Travis Barker megalapították a +44 pop-punk zenekart, Tom Delonge pedig egy alternatív rock zenekart az Angels and Airwaves-t. Más pop-punk zenekarok is érzelmesebb irányt vettek, valamikor ezeket emo-nak emlegetik. Egy floridai pop-punk zenekar a Yellowcard 2003-ban nagy sikereket ért el az Ocean Avenue albummal és az "Ocean Avenue" és az "Only One" számokkal. A New Found Glory kiadta Catalyst című albumát ami tartalmazta a "All Downhill From Here" slágert. Az albumon találhatók hardcore elemek, más számokban pedig billentyűs hangszerek szólalnak meg. A Good Charlotte 2004-ben kiadta The Chronicles of Life and Death című albumot. A lemez nem volt olyan sikeres mint az előző de olyan slágerek voltak rajta mint a Predictable és az I Just Wanna Live.
2004-ben a Sum 41 kiadta Chuck című albumát amiben a pop-punk keveredett a thrash metallal, az alternatív rock-kal és a hardcore-ral. Az első kislemez a "We're All To Blame" elismert volt. Az albumjukat egy ENSZ-es békfenntartó egységben lévő katonáról nevezték el, aki megnetette az életüket egy háborús övezetben.  A "Pieces" az első helyeket töltötte be a listákon Kanadában. 2004-ben a Green Day kiadta politikai töltetű rockopera-ját, az American Idiot-ot. Az olyan számokat mint az "American Idiot", a "Boulevard of Broken Dreams", a "Holiday" és a "Wake Me Up When September Ends" a rádiók és az MTV is sokat játszotta. A zongora pop, a screamo és a pop-punk keveredéséről felismerhető keresztény rockerek a Relient K 2005-ös albumukkal a Mmhmm-vel és az olyan számokkal mint a "Be My Escape" és a "Who I Am Hates Who I've Been" nagy sikereket ért el.
2000-től a pop-punknak poetikusabbak a dalszövegei és az ének és zene stílusban jobban hasonlít a post-hardcore-ra. Jó példa erre a Fall Out Boy From Under The Cork Tree című albuma és a "Sugar We're Going Down" illetve a "Dance, Dance" számok. 2007-ben a Fall out Boy kiadta Infinity on High című albumát. Több zenekarhoz hasonlóan ők is a szarkazmustól inkább a metafórák és a pszichológia felé fordultak. Az All-American Rejects nagy sikereket értek el Move Along albumukkal és a "Dirty Little Secret" és a "Move Along" kislemezekkel. A 2006-os MTV Video Music Awards-on megnyerték a Legjobb videónak járó díjat és fel is léptek. A 2000-es évek közepén több zenekar kezdte belekeverni a pop-punkba az emo-t, az indie rock-ot és a post-hardcore-t. Ezt olyan zenekarok mutatják mint a +44, The Academy Is…, Cute Is What We Aim For, Melody Fall, The Early November, Paramore és a The Red Jumpsuit Apparatus.